# Государственная граница. За порогом победы
«Госуда́рственная грани́ца. За поро́гом побе́ды» — советский цветной историко-приключенческий телевизионный художественный фильм, поставленный на киностудии «Беларусьфильм» в 1987 году режиссёром Борисом Степановым. Шестой фильм советского телевизионного сериала «Государственная граница» (1980—1988).
Снят по заказу «Гостелерадио СССР».
Премьера фильма в СССР состоялась 27 мая 1987 года.

## Сюжет
1946 год. Украинская ССР. Закончилась Великая Отечественная война. Но в лесах приграничной зоны советско-польской государственной границы ещё скрываются банды Организации украинских националистов, уничтожающие всех несогласных. 
Советскому командованию необходимо заслать в логово врага своего человека, с помощью которого предстоит ликвидировать банду, обнаружить списки агентуры нацистской Германии и задержать американского разведчика.
По приказу командования в Западный пограничный округ во Львов прибывает Андрей Ольховик, сослуживец начальника округа по Брестскому пограничному отряду, капитан-разведчик пограничных войск со знанием украинского и польского языков. В это же самое время в родные места приезжает погостить Кристина, невеста Андрея. Незадолго до этого при переходе границы пограннаряду сдаётся оуновец по кличке «Тур» (Николай Богданович Данилюк). Данилюк рассказывает советскому командованию о том, как он силой был вовлечён в банду. По воле краевого руководителя украинских националистов Клима Рогозного его отправляют на Запад для обучения в шпионско-диверсионной школе, находящейся недалеко от Мюнхена, в местечке Камфбейрен. Там он знакомится с американским разведчиком Мертоном. Их привозят на Висбаденский аэродром, сажают в самолёт без опознавательных знаков и ночью сбрасывают на территорию Польши. Цель Мертона  — «прибрать к рукам» националистов, недовольных советской властью и новыми порядками в Польше, и заставить их работать на американцев. Находящийся на территории Польши американский разведчик в ближайшее время должен перейти государственную границу. Данилюк соглашается помочь советскому командованию и просит в целях безопасности взять под защиту его семью. Отправившись на почту за письмами для военнослужащих погранзаставы, старшина Павло Левада попадает в засаду, устроенную бандой националистов. Его сильно избивают и живым бросают в костёр.        
Капитан Ольховик под кличкой «Мирон» и его люди с помощью Данилюка («Тура») внедряются в банду националистов. По стечению обстоятельств Андрей Ольховик на хуторе встречает свою невесту Кристину, которая приехала погостить к отцу и сестре Марыле. Краевой руководитель украинских националистов Клим Рогозный поручает «Мирону» и его людям доставить к нему американского разведчика. Националисты назначают сбор и отправляют Кристину с письмом во Львов. Кристина, опустив письмо в почтовый ящик, по просьбе отца встречается с начальником Западного пограничного округа генерал-майором Юрием Николаевичем Свиридовым. Юрий Николаевич узнаёт о назначенном бандитами сборе и в целях безопасности отвозит Кристину на квартиру её жениха. При переходе границы американский разведчик Мертон был задержан капитаном Ольховиком и его людьми при содействии советско-польских пограничников. Украинские националисты собираются на хуторе в стодоле, где был назначен сбор. Банду накрывают пограничники. Начальник Службы безопасности банды по кличке «Гук» покончил с собой на чердаке в хате, убив перед этим хозяина, отца Марыли и Кристины за отказ спрятать его от пограничников. Раненый Клим Рогозный направляется к своему тайнику у скалы, где были спрятаны архивы. Вскоре у тайника показываются пограничники. Банда была полностью обезврежена, а архивы немецкой агентуры оказываются в руках советского командования.

## Роли исполняют

### В главных ролях
- Сергей Парфёнов — Андрей Ольховик, капитан пограничных войск
- Дмитрий Матвеев — Илья Петрович Сушенцов, майор пограничных войск, начальник пограничного отряда
- Лидия Вележева — Кристина Опанасовна Тарасюк
- Александр Быструшкин — Николай Богданович Данилюк
- Тимофей Спивак — Клим Рогозный, краевой руководитель УПА
- Вячеслав Солодилов — Гук, начальник СБ УПА

### В ролях
- Наталья Сумская — Марыля Опанасовна Тарасюк, сестра Кристины
- Константин Степанков — Опанас Иванович Тарасюк, отец Кристины и Марыли
- Вера Сотникова — Ирина, жена Сушенцова
- Геннадий Корольков — Юрий Николаевич Свиридов, генерал-майор, начальник Западного пограничного округа СССР
- Богдан Козак — Евгений Иванович Осадчий, генерал-майор
- Виктор Мирошниченко — Калюжный
- Анатолий Гурьев — Владимир Андреевич Захарин, лейтенант, начальник погранзаставы
- Семён Морозов — Павло Левада, старшина погранзаставы
- Евгений Пашин — Юрий Ковалёв
- Ш. Ашуров — Абдусалом Садыков
- Януш Юхницкий — Раевский, польский полковник Войск охраны пограничья
- Олег Драч — Гжегож Аджеевский, польский подпоручик Войск охраны пограничья
- Юрий Мысенков — Дуглич
- Пётр Ластивка — Заболотный
- Борислав Брондуков — крестьянин, подвозивший Кристину
- Виталий Зикора — Мертон, американский разведчик
- Павел Клёнов — священник
- Текст от автора читал Виктор Тарасов

## Съёмочная группа
- Автор сценария — Олег Смирнов
- Режиссёр-постановщик — Борис Степанов
- Оператор-постановщик — Игорь Ремишевский
- Художник-постановщик — Вячеслав Кубарев
- Композиторы — Эдуард Хагогортян, Леонид Захлевный